# 江河乡
江河乡，是中华人民共和国湖南省衡陽市常宁市下辖的一个乡镇级行政单位。2015年11月9日，江河乡、新河镇成建制合并设立新河镇。

## 行政区划
江河乡下辖以下地区：
江河社区、宜潭村、湘江村、吕坪村、新民村、双坪村、大禾坪村、新喜村、湖关村、茶山村、宝山村、凹霞村、丛井村和陈洲村。